# 古川順子
古川 順子（ふるかわ じゅんこ、196?年（昭和?年）8月27日 - ）は、日本の歌人・詩人。未来短歌会会員。